# Coccocrater
Coccocrater is een geslacht van weekdieren uit de klasse van de Gastropoda (slakken).

## Soorten
- Coccocrater agassizii (Dall, 1908)
- Coccocrater pocillum (Dall, 1890)
- Coccocrater portoricensis (Dall & Simpson, 1901)
- Coccocrater radiatus (Thiele, 1903)